# Krnov-Cvilín
Krnov-Cvilín – przystanek kolejowy w Karniowie, w kraju morawsko-śląskim, w Czechach. Znajduje się na wysokości 315 m n.p.m. i leży na linii kolejowej nr 310 przy ulicy Hlubčická 157/50.